# Túnel de Despeñaperros
El túnel de Despeñaperros es un túnel de doble carril situado en el sur de España.

## Descripción
El túnel atraviesa una cordillera de Sierra Morena, evitando el paso por el desfiladero de Despeñaperros en la provincia de Jaén. El túnel forma parte de la autovía A-4 y de la ruta europea E-5, siendo un punto de comunicación básico para la conexión de Andalucía con el resto de regiones del norte de España. Con 1925 metros de largo es uno de los túneles más largos de carreteras de la región andaluza. Atraviesa el monumento natural de Los Órganos.

## Historia
El túnel fue inaugurado en junio de 2012 junto con el tramo llamado "Variante de Despeñaperros". La variante fue una sucesión de viaductos y túneles de nuevo trazado. La obra supuso un ahorro de tiempo de 9 minutos en el paso por la autovía, además de dejar fuera de servicio varios tramos con curvas peligrosas con velocidad limitada a 60 km/h.
Para la ejecución de los túneles se empleo el nuevo método austríaco. El túnel se dividió en tramos según la resistencia del terreno, clasificado por el RMR (Clasificación geomecánica de Bieniawski). Una vez caracterizado se procedía al sistema de avance y destroza. El sostenimiento del túnel también se tuvo que efectuar por etapas, en función de la resistencia del material.